# Vesicularia combae
Vesicularia combae är en bladmossart som beskrevs av Brotherus 1908. Vesicularia combae ingår i släktet Vesicularia och familjen Hypnaceae. Inga underarter finns listade i Catalogue of Life.